# Schwenckfeldina tridentata
Schwenckfeldina tridentata är en tvåvingeart som först beskrevs av Rubsaamen 1898.  Schwenckfeldina tridentata ingår i släktet Schwenckfeldina och familjen sorgmyggor. Inga underarter finns listade i Catalogue of Life.